# Kolonia Grzybowska
Marienau (pol. Kolonia Grzybowska) – historyczny obszar w północnej części Zabrza, położony w obecnych granicach dzielnicy Grzybowice, wzdłuż ulicy Badestinusa, między ul. Kościelną a Szkołą Podstawową nr 32.
Kolonia Marienau powstała w latach 70. XVIII wieku w ramach kolonizacji w pobliżu Grzybowic (drugą kolonią był Philipsdorf, który stanowił część Wieszowy). Założycielem obu kolonii był prawdopodobnie ówczesny właściciel Grzybowic – Larisch (por. Laryszów), który przydzielil nowym osadnikom po 8 morgów ziemi, natomiast król dał każdemu po 70-100 talarów na zagospodarowanie się. Koloniści byli zwolnieni od płacenia podatku na kilka lat.
Do 1877 roku Marienau był samodzielną jednostką administracyjną, początkowo w powiecie bytomskim, a od 1873 w powiecie tarnogórskim. Według spisu z 1874 roku była to gmina jednostkowa (Landgemeinde), liczącą 3 grudnia 1867 roku 89 mieszkańców, a 1 grudnia 1871 roku 87 mieszkańców. W 1877 roku zniesiono samodzielność administracyjną gminy Marienau, która wraz z kolonią Philipsdorf oraz ówczesnymi Grzybowicami (Grzibowitz), stanowiącymi majątek i domy po obu stronach dzisiejszej ulicy Witosa, utworzyły jedną gminę jednostkową Grzybowice (Pilzendorf).
Po II wojnie światowej przyłączona do Polski. W związku ze zniesieniem gminy Grzybowice 1 grudnia 1945, obszar Kolonii Grzybowskiej wszedł w skład gminy Wieszowa, a 1 kwietnia 1951, wraz z Grzybowicami, włączony został w granice Zabrza.